# Terrence Tinsley
Terence "Terry" Tinsley (nascido em 6 de julho de 1957) é um ex-ciclista britânico. Representou o Reino Unido em duas provas nos Jogos Olímpicos de 1980, realizadas em Moscou.